# Lewis Goldsmith
Pour les articles homonymes, voir Goldsmith.
Lewis Goldsmith, né vers 1763, probablement à Richmond (Surrey), décédé le 6 janvier 1846 à Paris, est un homme de lettres et espion anglo-français d'origine juive portugaise.

## Un radical partisan de la Révolution française
Lié aux radicaux à la fin des années 1780, Goldsmith établit des contacts avec les cercles maçonniques et les Illuminati à Francfort-sur-le-Main en 1792. Durant les guerres de la Révolution, il voyage à travers l'Allemagne, la Pologne (1794) et les Provinces-Unies. En 1795, il écrit la préface de la deuxième partie de l'ouvrage de son ami Joel Barlow, Advice to the Privileged Ordres, qui exhorte les rois et les aristocrates à renoncer à leurs privilèges indus. De retour à Londres en 1797, il fonde un journal pro-français, Albion, en 1799.
En 1800, Talleyrand, alors ministre des Relations extérieures, le charge de la presse et de la propagande à Londres. Soutenu par la caisse noire du ministère, il monte une officine de propagande contre la politique de Pitt. En 1801, Goldsmith publie The Crimes of Cabinets, or a Review of the Plans and Aggressions for Annihilating the Liberties of France and the Dismemberment of her Territories, une attaque contre la politique militaire de Pitt. En 1802, menacé de poursuites juridiques, il obtient d'Otto, commissaire pour l'échange des prisonniers de guerre, une lettre de recommandation pour Sémonville, alors ministre plénipotentiaire à La Haye. Celui-ci lui remet un passeport, et il passe avec son épouse Rebecca à Paris, où Talleyrand l'introduit auprès de Napoléon. Avec l'aide de ce dernier, Goldsmith crée en octobre un nouveau journal, Argus, ou Londres vu de Paris, une publication bi-hebdomadaire anglaise sur les affaires anglaises d'un point de vue français, chargée « de propager vraies et fausses nouvelles ». Pressé par Talleyrand de modérer le ton de son journal, il est remplacé en février 1803 par Thomas Dutton, ancien directeur du Dramatic Censor. Dans le besoin, Goldsmith demande une compensation de 7 000 francs et propose ses services à l'ambassadeur britannique au printemps suivant. Les services secrets parviennent rapidement à le retourner et à en faire un agent double.
En 1803, selon les dires de Goldsmith lui-même, il se voit confier une mission, celle d'obtenir du comte de Provence, le chef de la famille royale française et le prétendant au trône Louis XVIII, une renonciation au trône de France en échange du trône de Pologne. Celui-ci décline l'offre. Goldsmith affirme qu'il a alors reçu pour instruction d'enlever Louis, ou de le tuer s'il résiste. Il est également chargé de suborner des hommes d'État allemands. Jusqu'en 1807, Goldsmith remplit des missions d'espionnage pour le compte de Napoléon.
En 1804-1805, il publie avec Bertrand Barère le Memorial Anti-Britannique. Par ailleurs, il traduit les Commentaries on the Laws of England de William Blackstone en français.

## Un adversaire de Napoléon
Goldsmith retourne en Angleterre en 1809 avec un passeport de Dunkerque pour l'Amérique. Arrêté et emprisonné dans un premier temps à la prison de Tothill Fields Bridewell, il est bientôt relâché, et il s'installe comme solliciteur à Londres. En 1811, devenu entre-temps violemment anti-républicain, il fonde l'Anti-Gallican Monitor and Anti-Corsican Chronicle (connu par la suite sous le titre : British Monitor), dans lequel il dénonce à présent la Révolution française. Il propose ainsi qu'un prix soit mis sur la tête de Napoléon par souscription publique, mais se voit lui-même condamné par le gouvernement britannique.
Il publie également Secret History of the Cabinet of Bonaparte et Recueil des manifestes, or a Collection of the Decrees of Napoleon Bonaparte en 1811, une Secret History of Bonaparte's Diplomacy — dans lequel il affirme que Napoléon lui avait offert 200 000 [francs?] pour cesser ses attaques contre lui — en 1812 et An Appeal to the Governments of Europe on the Necessity of Bringing Napoleon Bonaparte to a Public Trial en 1815.

## Dernières années
Goldsmith fait des séjours prolongés à Paris en mai 1818 et en novembre 1819. 

Lorsqu'il apprend la mort de Napoléon, en 1821, il n'hésite pas à retourner sa veste dans un article Un mot sur la tombe de Napoléon Bonaparte : "Il n'est pas un seul homme en Angleterre qui ait dû être aussi frappé de la nouvelle de sa mort autant que moi. Toutes les haines expirent aux portes du tombeau".

En 1825, il retourne définitivement dans la capitale française, où il devient en 1832 avocat conseil (solicitor) de l'ambassade britannique, et publie des Statistics of France quelques années plus tard. Sa fille unique, Georgiana, née en 1807 à Paris, devient le 5 août 1837 la seconde épouse de John Copley, Lord Lyndhurst, trois fois Lord Chancelier du Royaume-Uni, décédé le 12 octobre 1863, qui a joué un rôle dans l'émancipation des Juifs du Royaume-Uni en 1858. Il meurt « de paralysie » après des mois de maladie, dans sa maison, rue de la Paix, à Paris, le 6 janvier 1846.